# Liste der Biografien/Krap
Liste der Biografien |
Portal Biografien |
Personensuche
# |
A |
B |
C |
D |
E |
F |
G |
H |
I |
J |
K |
L |
M |
N |
O |
P |
Q |
R |
S |
T |
U |
V |
W |
X |
Y |
Z |
?
 
Ka |
Kb |
Kc |
Kd |
Ke |
Kf |
Kg |
Kh |
Ki |
Kj |
Kl |
Km |
Kn |
Ko |
Kp |
Kr |
Ks |
Kt |
Ku |
Kv |
Kw |
Ky |
Kx |
Kz
 
Kra |
Krb |
Krc |
Kre |
Krg |
Krh |
Kri |
Krj |
Krk |
Krl |
Krm |
Krn |
Kro |
Krp |
Krs |
Krt |
Kru |
Kry |
Krz
 
Kraa |
Krab |
Krac |
Krad |
Krae |
Kraf |
Krag |
Krah |
Krai |
Kraj |
Krak |
Kral |
Kram |
Kran |
Krap |
Krar |
Kras |
Krat |
Krau |
Krav |
Kraw |
Krax |
Kray |
Kraz
Die Liste der Biografien führt alle Personen auf, die in der deutschsprachigen Wikipedia einen Artikel haben. Dieses ist eine Teilliste mit 42 Einträgen von Personen, deren Namen mit den Buchstaben „Krap“ beginnt.

## Krap

### Krapa
- Krapàc, Ivan Baptista (1843–1916), kroatischer Geistlicher

### Krapf
- Krapf, Cristian Jakob (* 1936), Schweizer Geistlicher, emeritierter römisch-katholischer Bischof von Jequié
- Krapf, Franz (1911–2004), deutscher Diplomat
- Krapf, Gabriela (* 1973), Schweizer Pop- und Jazzmusikerin
- Krapf, Gerhard (1924–2008), deutsch-US-amerikanischer Organist, Komponist und Musikpädagoge
- Krapf, Johann Ludwig (1810–1881), deutscher Missionar, Sprachforscher und BibelübersetzerJohann Ludwig Krapf (1810–1881)

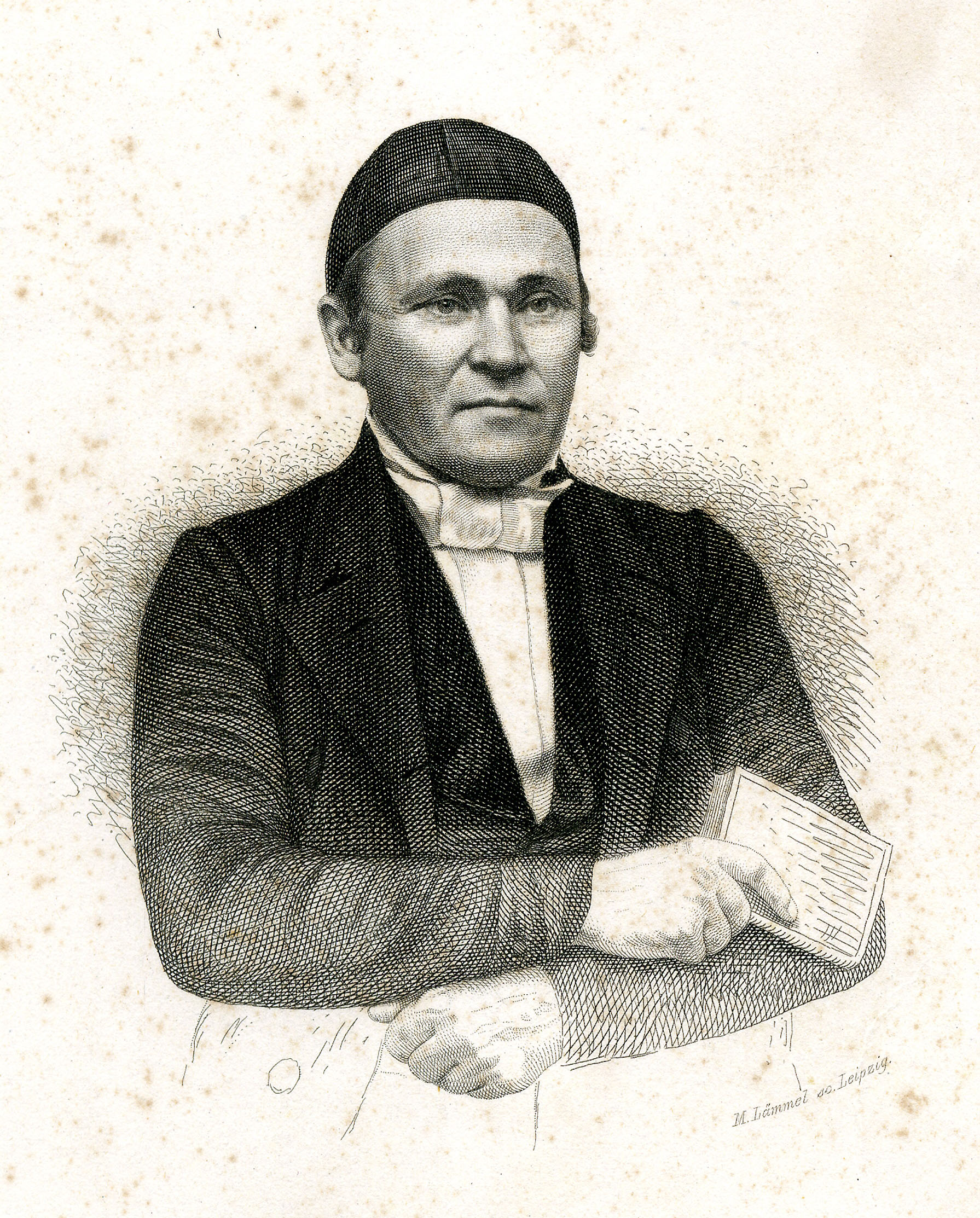
Johann Ludwig Krapf (1810–1881)

- Krapf, Oskar (1922–1996), deutscher Maler und Grafiker
- Krapf, Sabine (* 1964), deutsche Moderne Fünfkämpferin und Fechterin
- Krapfenbauer, Robert (1923–2005), österreichischer Statiker und Bauingenieur
- Krapff, Heinrich († 1387), Bischof von Lavant

### Krapi
- Krapić, Ivan (* 1989), kroatischer Wasserballspieler
- Krapikas, Gintaras (* 1961), litauischer Basketballtrainer und -spieler
- Krapinger, Gernot (* 1962), österreichischer Jurist und Klassischer Philologe
- Krapiwin, Wladislaw Petrowitsch (1938–2020), russischer Schriftsteller

### Krapl
- Krapl, Eva (* 1966), Schweizer Tennisspielerin

### Krapo
- Krapohl, Björn Dirk (* 1965), deutscher Facharzt für Plastische Chirurgie, Ästhetische Chirurgie und Handchirurgie
- Krapohl, Lothar (* 1949), deutscher Sozialpädagoge, Supervisor und Hochschullehrer
- Krapoll, Hermann Josef († 1877), preußischer Bürgermeister und Landrat
- Krapoth, Sophia (* 1968), deutsche Drehbuchautorin

### Krapp
- Krapp, Andreas (* 1940), deutscher Erziehungswissenschaftler und Pädagogischer Psychologe
- Krapp, Clemens-August (* 1938), deutscher Politiker (CDU), MdL
- Krapp, Edgar (* 1947), deutscher Organist
- Krapp, Herbert J. (1887–1973), US-amerikanischer Architekt
- Krapp, Lorenz (1882–1947), deutscher Politiker, Dichter und Jurist
- Krapp, Michael (* 1944), deutscher Politiker (CDU), MdL
- Krapp, Otto (1903–1996), deutscher Jurist und Politiker (Zentrum), MdL
- Krapp, Peter (* 1970), deutsch-US-amerikanischer Medien- und Kulturwissenschaftler und Übersetzer
- Krapp, Thilo (* 1975), deutscher Kinderbuchautor, Illustrator und Comiczeichner
- Krapp, Wolfgang (* 1933), deutscher Polizeioffizier und Generalmajor der VP
- Krappan, Otto (1886–1942), ungarischer Fußballspieler und -trainer
- Krappatsch, Sylvana (* 1965), deutsche Theater- und Filmschauspielerin
- Krappe, Alexander Haggerty (1894–1947), US-amerikanischer Romanist und Ethnologe
- Krappe, Edith (1909–2006), deutsche Politikerin (SPD), MdA, MdB
- Krappe, Ernst (1891–1977), deutscher Politiker (NSDAP), MdR, Ministerpräsident von Lippe
- Krappe, Günther (1893–1981), deutscher Offizier, zuletzt Generalleutnant im Zweiten Weltkrieg
- Krappen, Volker (* 1963), deutscher Autor und Filmproduzent
- Krappmann, Lothar (* 1936), deutscher Soziologe und Pädagoge
- Krappmann, Ronny (* 1969), deutscher Moderator, Sprecher und Sänger
- Krappweis, Tommy (* 1972), deutscher Autor, Musiker, Komiker, Produzent und RegisseurTommy Krappweis (* 1972)

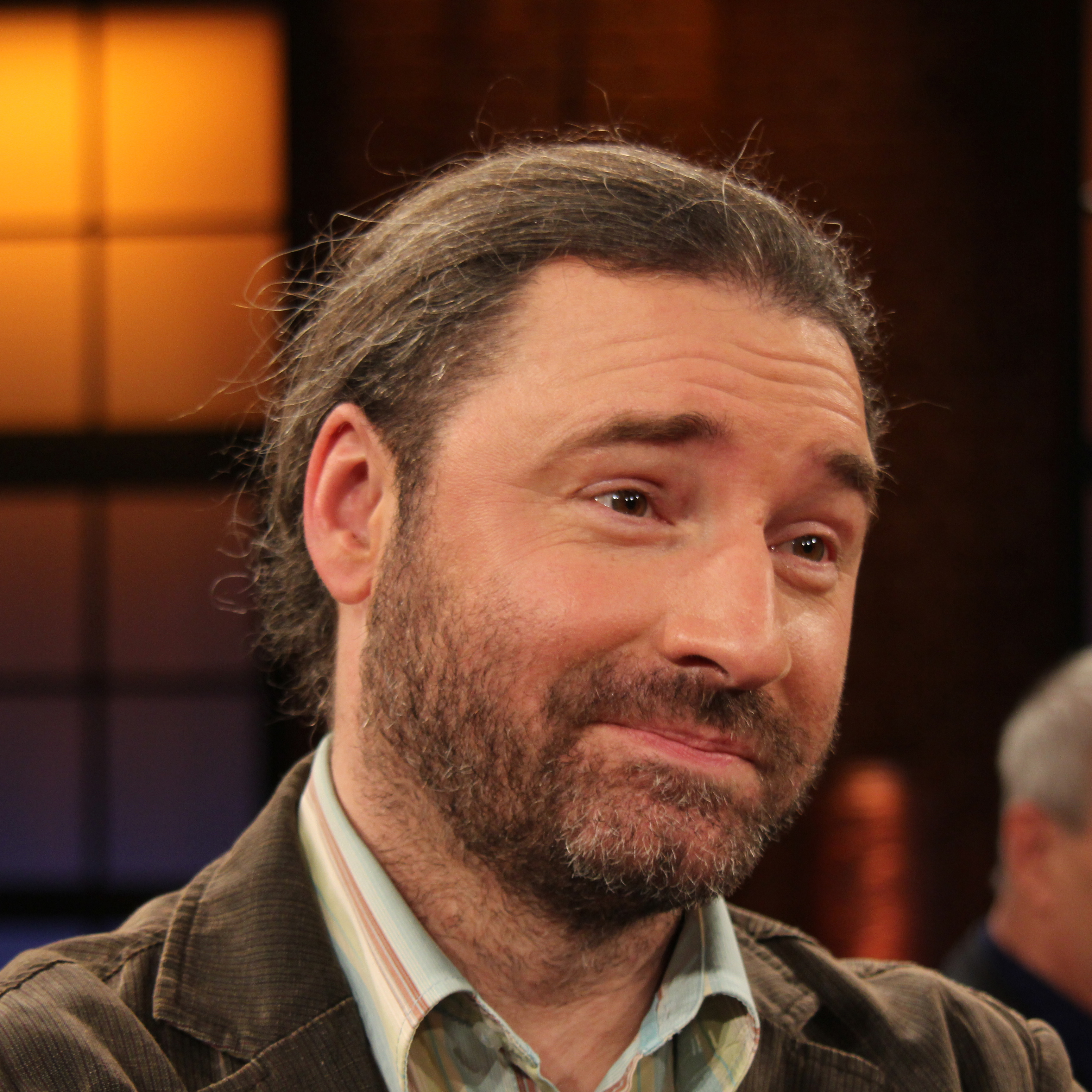
Tommy Krappweis (* 1972)

- Krappweis, Werner (1941–2017), deutscher Radrennfahrer und Radrennreporter

### Krapt
- Kraptschew, Danail (1880–1944), bulgarischer Revolutionär, Journalist

### Krapu
- Krapuchin, Stanislaw Awenirowitsch (* 1998), russischer Fußballspieler